# 罗伊格海姆
罗伊格海姆（德語：Roigheim，發音：[ˈʁɔʏk.haɪm] ⓘ）是德国巴登-符腾堡州斯图加特行政区海尔布隆县的市镇，面积14.01平方千米，2023年12月31日人口为1,507人。